# Lessingianthus arachniolepis
Lessingianthus arachniolepis là một loài thực vật có hoa trong họ Cúc. Loài này được (Ekman ex Ekman & Dusén) H.Rob. mô tả khoa học đầu tiên năm 1988.